# Ыйван (станция метро)
«Ыйван» (кор. 의왕역) — наземная станция Сеульского метро на Первой (Линия Кёнбусон). Единственная станция в городе Ыйван. На станции установлены платформенные раздвижные двери.
Она представлена двумя островными платформами. Станция обслуживается Корейской национальной железнодорожной корпорацией (Korail). Расположена в квартале Сам-дон города Ыйван (провинция Кёнгидо, Республика Корея).
На Первой линии поезда Кёнбусон зелёный экспресс (SC: Gyeongbu green express) обслуживает; Кёнбусон красный экспресс (GB: Gyeongbu red express. A Йонсан—Чонан и С Йондынпхо—Пёнчом), Кёнвон экспресс (GWː Gyeongwon) и Кёнкин экспресс (GI: Gyeongin) не обслуживают станцию.
Пассажиропоток — на 1 линии 16 041 чел/день (на 2013 год),.